# Karma (Hebron)
Karma (àrab: كرمة, Karma) és una vila palestina de la governació d'Hebron, a Cisjordània, situada 19 kilòmetres al sud-oest d'Hebron. Segons l'Oficina Central Palestina d'Estadístiques tenia 1.830 habitants el 2016. Les instal·lacions d'atenció primària de salut del poble són designades pel Ministeri de Salut com a nivell 1.
En 1883 el Survey of Western Palestine (SWP) del Fons per a l'Exploració de Palestina hi va trobar "restes de ruïnes".